# I-20
I-20 — підводний човен Імперського флоту Японії, який брав участь у Другій світовій війні. Мав один із найбільших переможних рахунків серед підводних човнів своєї країни, потопивши або остаточно вивівши з ладу 9 транспортних суден.

## Передвоєнна історія
Корабель спорудили на верфі компанії Mitsubishi в Кобе. Човни типу C, підтипу C1 (він же клас I-16), до яких належав I-20, мали великі розміри (їх надводна водотоннажність перевищувала підводний показник океанських підводних човнів США) та могли нести мінісубмарину для диверсійних операцій.
I-20 завершили у вересні 1940 року, а з 31 січня 1941-го включили до складу 2-ї дивізії підводних човнів (через рік під час реорганізації його перевели до 1-ї дивізії підводних човнів).

## Атака на Перл-Гарбор
Для участі в нападі на головну базу Тихоокеанського флоту США японці сформували загін із 5 підводних човнів, котрі могли бути носіями мінісубмарин. 19 листопада загін вирушив до Гаваїв.
7 грудня 1941 року за три години після опівночі I-22 запустив свою мінісубмарину HA-20 в районі за десять кілометрів від Перл-Гарбору. Близько 6:30 ранку її бойова рубка була помічена неподалік входу в гавань з есмінця «Ворд», який наблизився та з відстані близько сотні метрів відкрив вогонь із 102-мм гармати (це стало першим пострілом американських збройних сил у війні з Японією). Хоча перший снаряд не влучив у ціль, проте другий вразив рубку HA-20. Після цього з есмінця скинули 4 глибинні бомби, до яких додались бомби з патрульного літака, і мінісубмарину знищили.
Дві наступні ночі I-20 перебував на обумовленій точці зустрічі з екіпажами диверсійних субмарин, проте зі зрозумілої причини нікого не зустрів.
12 грудня човен вирушив від Гаваїв до бази на атолі Кваджалейн (Маршаллові острови), куди й прибув 20 грудня.

## Похід до Полінезії
4 січня 1942 року I-20 вирушив до району бойового патрулювання в районі архіпелагів Самоа та Фіджі.
11 січня з дистанції близько 14 км човен випустив 12 снарядів по військових інсталяціях у гавані Паго-Паго (Американське Самоа), утім, більшість із них не влучила в ціль, хоча двоє військовослужбовців все ж зазнали поранень.
16 січня поблизу Суви (архіпелаг Фіджі) I-20 зустрів новозеландський переобладнаний легкий крейсер HMNZS Monowai. Дві випущені по ньому торпеди здетонували передчасно, після чого командир японського корабля вирішив спливти на поверхню та відкрив вогонь за артилерії по цивільному, як він вважав, судну. Monowai відповів вогнем зі своїх кормових 155-мм гармат, що примусило I-20 до екстреного занурення. У підсумку, в цьому бою жодна сторона не зазнала пошкоджень.
24 січня човен повернувся на Кваджалейн, а 1 лютого прибув до Йокосуки.
Наступні два з половиною місяці човен перебував у Внутрішньому Японському морі, де проводив навчання у складі новоствореної 8-ї ескадри підводних човнів, до якої включили 2-гу дивізію.

## Перебазування до Пінангу
На початку квітня з 8-ї ескадри виділили загін із 5 підводних човнів, до якого включили й I-20, для дій в Індійському океані на комунікаціях союзників.
16 квітня загін вирушив із Хашираджими (Хіросімська затока). Через дві доби на Японію здійснило рейд авіаносне з'єднання Дуліттла, унаслідок чого висланий у Індійський океан загін дістав наказ пройти північніше від островів Бонін у пошуках ворожих кораблів, проте не досягнув якогось успіху.
27 квітня підводні човни прибули до Пінангу на західному узбережжі півострова Малакка. Сюди ж гідроавіаносець «Ніссін» доправив мінісубмарини для проведення диверсійних операцій.

## Рейд на Дієго-Суарес
30 квітня 1942 року I-18 полишив Пінанг разом із підводними човнами I-16 та I-20 та попрямував для операції проти африканських портів. Також до операції залучили човни I-10 та I-30, які несли не мінісубмарини, а літаки.
30 квітня чотири човни вийшли з Пінангу (I-30 вирушила для розвідки узбережжя Східної Африки дещо раніше) та попрямували в Індійський океан. 5, 10 та 15 травня вони поповнили запаси пального від переобладнаних легких крейсерів «Айкоку-Мару» та «Хококу-Мару», які провадили в Індійському океані рейд проти ворожого судноплавства.
З 20 по 29 травня розвідувальний літак з I-10 здійснив польоти над південноафриканськими портами Дурбаном, Іст-Лондоном, Порт-Елізабет та Саймонстауном (база ВМФ поблизу Кейптауна), а також Дієго-Суаресом (північне завершення Мадагаскару, наразі Анціранана). В останньому був виявлений лінкор «Раміліз», також у порту перебували 2 есмінці, 2 корвети та 5 транспортів. Як наслідок, Дієго-Суарес обрали для нападу.
30 травня дещо менше ніж за два десятки кілометрів від Дієго-Суаресу загін узявся до запуску мінісубмарин, при цьому лише I-16 та I-20 вдалося провести цю операцію. Мінісубмарина I-20 змогла дістатись гавані та поцілила «Раміліз». Лінкор був уражений однією торпедою поблизу носової башти головного калібру та прийняв багато води, проте після вивантаження боєзапасу зміг самостійно дійти до Дурбану (після нападу літак з I-10 знову пролетів над гаванню та не виявив лінкора, що японці сприйняли як доказ потоплення «Раміліза»). У червні 1943 року лінкор після ремонту знову став до ладу.
Другу торпеду диверсанти з I-20 витратили на танкер British Loyalty (6993 тонни), котрий затонув на мілководді, загинуло 6 членів екіпажу. У грудні 1942 року він буде поставлений на плав, після чого відремонтований та з жовтня 1943-го використовувався як плавуче сховище на Мальдівських островах на атолі Адду (восени 1944-го він був ще раз поцілений торпедою, цього разу німецького підводного човна U-183, проте після чергового ремонту знову був відновлений як сховище).
Мінісубмарина з I-20 у підсумку опинилась на березі. Два члени її екіпажу висадились на берег, розраховуючи бути підібраними човном-носієм, проте 2 червня місцеві мешканці помітили їх та доповіли про це британцям. У наступній сутичці обидва японці та один британський морський піхотинець загинули.
Можливо відзначити, що рейд мінісубмарин на Дієго-Суарес виявився найкращим із серії нападів, до якої також належать атаки на Перл-Гарбор та Сідней.

## Дії проти судноплавства в Індійському океані
Надалі човни продовжили похід діями проти ворожого судноплавства. 5 червня в північному вході до Мозамбіцької протоки за сотню кілометрів на схід від острова Майотта I-20 торпедував та потопив судно Johnstown (5086 тонн). Через три доби за 900 км від місця попередньої атаки та за півтори сотні кілометрів на схід від Занзібару човен так само торпедами знищив транспорт Christos Markettos (5209 тонн). 11 червня I-20 знову перебував у Мозамбіцькій протоці поблизу Накали, де потопив судно Mahronda (7926 тонн).
12 червня човен здобув одразу дві перемоги — спершу біля Накали він обстріляв артилерією та потопив судно Hellenic Trader (2052 тонни), а потім за дві сотні кілометрів на південний захід торпедами знищив транспорт Clifton Hall (5063 тонни).
19 червня I-20 знову поповнив запаси пального від Айкоку-Мару.
29 червня човен все в тій же північній частині Мозамбіцької протоки за дві сотні кілометрів на південний захід від Коморських островів потопив судно Goviken (5063), а наступної доби за чотири сотні кілометрів північніше (та на такій же відстані на південний схід від Занзібару) обстріляв артилерією танкер Steaua Romana (5311 тонн). У судно влучив лише один із 15 снарядів, а коли з танкера відкрили вогонь у відповідь, I-20 занурився та випустив торпеду, яка здетонувала передчасно. Утім, друга торпеда поцілила та нарешті потопила Steaua Romana.
Згодом човен перейшов на північ до Аденської затоки, де не досяг нових перемог, а 5 серпня повернувся до Пінангу.
23 серпня I-20 прибув до Йокосуки на ремонт.

## Атаки мінісубмаринами на Соломонових островах
Тим часом з початку серпня 1942 року на сході Соломонових островів тривала битва за Гуадалканал. У міру виходу човнів 1-ї дивізії з ремонту їх відправляли в цей регіон для підсилення японського угруповання, при цьому I-20 полишив Йокосуку 24 жовтня.
На початку листопада I-20 та ще два підводні човни I-16 та I-24 залучили до атак мінісубмаринами проти ворожих кораблів біля Гуадалканалу. Спершу човни прибули до якірної стоянки Шортленд (прикритої групою невеликих островів Шортленд акваторії біля південного завершення острова Бугенвіль, де зазвичай відстоювались легкі бойові кораблі та перевалювались вантажі для відправлення їх далі на схід Соломонових островів), де прийняли на борт мінісубмарини, доправлені з Японії гідроавіаносцем «Тійода».
5 листопада I-20 вирушив до Гуадалканалу, маючи в своєму ангарі HA-11. 7 листопада незадовго до настання ранку човен запустив свою мінісубмарину, яка змогла поцілити однією торпедою судно Majaba, що стояло на якорі. За кілька діб до того воно прибуло з Нових Гебридів, проте затрималось біля Гуадалканалу для здійснення перевезень між Тулагі та Лунга-Пойнт. Друга торпеда ймовірно пройшла під есмінцем «Лансдаун» та вибухнула на березі. Останній разом з есмінцями «Ларднер» та «Вудворт» організували пошуки мінісубмарини, яку в підсумку затопив екіпаж, що вибрався на берег. Оскільки на Majaba виявилось зруйнованим машинне відділення, буксир Bobolink відвів його до району річки Тенару, де пошкоджений транспорт посадили на мілину. У січні 1943 року судно поставили на плав та відвели для ремонту на Тулагі, де воно після проведеного ремонту з липня виконувало функцію плавучого складу (згодом його перемістили на Філіппіни).
Після цієї атаки I-20 прибув на схід Каролінських островів на атол Трук, де прийняв чергову мінісубмарину HA-37 та 13 листопада попрямував до Гуадалканалу. 19 листопада човен запустив свою мінісубмарину, на якій всього через кілька хвилин виявили суттєвий витік масла із системи кермування. Екіпаж HA-37 вирішив сплисти та спробувати діяти в такому положенні, проте не знайшов цілей для атаки. У підсумку екіпаж затопив мінісубмарину, а сам вибрався на берег.
26 листопада I-20 прийняв на Труці чергову мінісубмарину HA-8, яку запустив 2 грудня північніше від Гуадалканалу. Екіпаж мінісубмарини виявив кілька цілей та випустив обидві торпеди у транспортне судно. Хоча на HA-8 почули один вибух, проте насправді завдати шкоди ворогу не вдалось. Що стосується мінісубмарини, то її підсумку затопили поблизу мису Есперанс (північно-західне завершення Гуадалканалу), а екіпаж вибрався на берег. Можливо відзначити, що у квітні 1943-го американці підняли поблизу острова одну з мінісубмарин, яка стала експонатом музею в Гротоні (штат Коннектикут), при цьому зазначений апарат у різних джерелах ідентифікують як HA-8, HA-10 або HA-30 (дві останні були запущені в листопаді з I-16).

## Транспортні рейси до Гуадалканалу
Тим часом заблоковане на Гуадалканалі японське угруповання перебувало у важкому становищі й до його постачання залучали підводні човни, причому доводилось розробляти специфічні способи доставки вантажу в умовах протидії ворожих кораблів.
31 грудня 1942-го I-20 прибув до мису Есперанс, доставивши 25 тонн вантажу у плавучих гумових контейнерах, які могли кріпитись на верхній палубі підводного човна та вивільнятись у підводному положенні з розрахунку, що їх винесе на берег (втім, за можливості ті самі контейнери в пункті призначення передавали на плавзасоби, що дозволяло уникнути втрат вантажу).
На початку січня 1943 року I-20 побував на Труці, звідки перейшов до стоянки Шортленд. 7 січня він знову відвідав район мису Есперанс, куди доправив 18 тонн вантажу в гумових контейнерах.
20 січня човен вирушив від Шортленду у черговий рейс, на цей раз транспортуючи «токугата-ункато» — занурюваний на кілька метрів спеціальний контейнер, який поблизу пункту призначення відчіплявся та за допомогою гвинта, котрий приводився у дію стисненим повітрям, викидався на берег. 28 січня човен доставив «токугата-ункато» з 18 тонами вантажу до мису Есперанс (це стало першим використанням зазначеної системи у Імперському флоті).

## Транспортні рейси на Нову Гвінею
На початку лютого 1943-го японцям вдалось евакуювати залишки угруповання з Гуадалканалу. Втім, на той час заблокованим виявився гарнізон району Лае-Саламауа на сході Нової Гвінеї (у глибині затоки Хуон, котра розділяє півострови Папуа та Хуон). Спроба доправити сюди підкріплення надводними кораблями на початку березня завершилась повним розгромом конвою у битві в морі Бісмарка. Як наслідок, японське командування залучало підводні човни до постачання зазначеного гарнізону.
18 березня I-20 вийшов із Трука і через три доби доставив до Лае 30 тонн продовольства та амуніції. 27 березня він вдруге розвантажився на Новій Гвінеї, а 3 квітня прибув сюди утретє, доставивши 37 тон вантажів та евакуювавши 39 військовослужбовців (під час руху до Лае I-20 зітнкувся у підводному положенні з іншим японським підводним човном I-16, проте отримані незначні пошкодження не завадили виконанню задачі).
9 квітня човен доправив до Лае 30 тон вантажів та евакуював 42 військовослужбовця, а 15 квітня уп'яте відвідав Нову Гвінею, доправивши 37 тон та забравши з собою 40 осіб (на цей раз він був освітлений скинутим з ворожого літака освітлювальним пристроєм, проте це не призвело до подальших наслідків).
20 квітня I-20 доправив вантаж продовольства та боєприпасів на острів Коломбангара (центральна частина Соломонових островів), а 2 та 8 травня знову побував у Лае, доставивши кожен раз по 39 тон вантажу (при цьому 2 травня також евакуювали 31 військовослужбовця).
20 травня I-20 прибув до Йокосуки на ремонт.

## Останній похід
4—10 серпня човен здійснив перехід із Йокосуки на Трук, звідки 19 серпня вийшов для бойового патрулювання до Нових Гебридів.
31 серпня I-20 за пару десятків кілометрів на південь від острова Еспіриту-Санто торпедував та пошкодив танкер W. S. Rheem (зміг дійти свої ходом до найближчого порту та був відремонтований). Радіограма про цю атаку стала останньою, котру I-20 надіслав своєму командуванню.
Обставини загибелі човна достеменно невідомі. 1 вересня есмінець «Водсворт», висланий на пошуки човна, який атакував W. S. Rheem, встановив сонарний контакт із якоюсь підводною ціллю та провів чотири атаки глибинними бомбами. Після останньої атаки на воді з'явились плями нафти та дерев'яні уламки.
Через дві доби, надвечір 3 вересня, інший есмінець «Еллет» провадив пошук підводного човна, поміченого поблизу Еспіриту-Санто. Спершу він встановив радарний контакт на відстані біля 12 км, а після наближення зміг освітити ціль освітлювальними снарядами. Човен занурився, проте Ellet встановив із ним сонарний контакт та провів кілька атак глибинними бомбами. На ранок у цьому районі на воді також спостерігалися плями нафти та уламки.
Якась із цих двох атак призвела до загибелі I-20, тоді як внаслідок іншої був знищений підводний човен I-182, котрий у цей же період діяв біля Нових Гебридів та не повернувся на базу.
Разом із I-20 загинула 101 особа, яка перебувала на борту.

## Бойовий рахунок
| Дата       | Назва                             | Тип    | Тоннаж | Місце                       |
| 31.05.1942 | British Loyalty (загальна втрата) |        | 6933   | 12°13' пд. ш. 49°19' сх. д. |
| 05.06.1942 | Johnstawn                         |        | 5086   | 13°12' пд. ш. 42°6' сх. д.  |
| 08.06.1942 | Christos Markettos                |        | 5209   | 5°5' пд. ш. 40°53' сх. д.   |
| 11.06.1942 | Mahronda                          |        | 7926   | 14°37' пд. ш. 40°58' сх. д. |
| 12.06.1942 | Hellenic Trader                   |        | 2052   | 14°40' пд. ш. 40°53' сх. д. |
| 12.06.1942 | Clifton Hall                      |        | 5063   | 16°25' пд. ш. 40°10' сх. д. |
| 29.06.1942 | Goviken                           |        | 5063   | 13°25' пд. ш. 41°53' сх. д. |
| 30.06.1942 | Steaua Romana                     | танкер | 5311   | 9°0' пд. ш. 42°0' сх. д.    |
| 07.11.1942 | Majaba (загальна втрата)          |        | 2227   | 9°24' пд. ш. 160°3' сх. д.  |